# Грассо, Пьетро
Пьетро Грассо (итал. Pietro Grasso; род. 1 января 1945, Ликата, Агридженто, Сицилия) — итальянский юрист и государственный деятель, председатель Сената Италии (2013—2018). С 14 января по 3 февраля 2015 года исполнял обязанности президента Италии.

## Биография
Родился в 1945 году в Ликате (провинция Агридженто, Сицилия). Работу в правоохранительной системе начал 5 ноября 1969 года, с 4 мая 1971 года занимал должность претора (мирового судьи) в Баррафранке на Сицилии, с 29 сентября 1972 года работал в Прокуратуре Республики в Палермо, в 1980 году проводил расследование убийства президента региона Пьерсанти Маттарелла. 10 октября 1984 года был переведён в суд Палермо, а в сентябре 1985 года назначен членом коллегии судей (giudice a latere) в максипроцессе над мафией в Палермо, который завершился 16 декабря 1987 года. В феврале 1989 года был назначен консультантом парламентской антимафиозной комиссии, в мае 1991 года получил назначение в Дирекцию по исполнению наказаний Министерства юстиции. После гибели судьи Джованни Фальконе в Капачи заменил его в Центральной комиссии программ защиты свидетелей и осведомителей (Commissione Centrale per i programmi di protezione nei confronti di testimoni e collaboratori di giustizia). С января 1993 года работал в Национальном управлении по борьбе с мафией, где в сотрудничестве с прокуратурой Палермо участвовал в расследовании, приведшем к аресту Леолука Багареллы, входившего в число наиболее опасных боссов Cosa Nostra. В мае 1999 года был назначен помощником национального прокурора по борьбе с мафией, а 5 августа того же года стал прокурором Республики в Палермо, где под его руководством осуществлены аресты 1779 мафиози, схвачены 13 из 30 наиболее опасных преступников, 380 осуждены на пожизненное заключение, сотни других осуждены в общей сложности на тысячи лет заключения (в том числе за связи между мафией и политикой). С 25 октября 2005 по 27 декабря 2012 года — национальный прокурор по борьбе с мафией.

### Политическая карьера
Избран в Сенат Италии от Демократической партии 24 февраля 2013 года в области Лацио, с 16 марта 2013 года — председатель Сената (за него проголосовали во втором туре 137 сенаторов, 117 голосов получил выдвинутый партией Сильвио Берлускони Ренато Скифани).
18 апреля 2013 года во втором туре совместного голосования палат парламента в ходе выборов президента Италии Грассо вошёл в число кандидатов и получил 2 голоса (всего туров было шесть, выборы продолжались с 18 по 20 апреля 2013 года, победителем вышел Джорджо Наполитано).
14 января 2015 года председатели обеих палат итальянского парламента получили официальные письма президента Италии Джорджо Наполитано о его давно ожидавшейся отставке, и на основании 86-й статьи Конституции Грассо как председатель Сената стал временно исполняющим обязанности президента Итальянской Республики. 31 января 2015 года новым президентом был избран Серджо Маттарелла, церемония вступления в должность состоялась 3 февраля 2015 года.
26 октября 2017 года, спустя несколько часов после окончательного утверждения Сенатом Италии нового избирательного закона, прозванного прессой «Розателлум», Грассо в знак несогласия с ним объявил о выходе из Демократической партии (несколькими неделями ранее, участвуя в манифестации ДПД, назвал себя приверженцем левых убеждений).
3 декабря 2017 года возглавил предвыборное объединение малых левых партий — Демократическое и прогрессивное движение (ДПД), Итальянские левые, Возможно, — принявшее наименование «Liberi e Uguali» (LeU, Свободные и Равные).
4 марта 2018 года пошёл на очередные выборы в Сенат от LeU в первом одномандатном избирательном округе Палермо и остался по итогам голосования на четвёртом месте, после кандидатов от Движения пяти звёзд, Вперёд, Италия и Демократической партии. Тем не менее, был переизбран в Сенат по спискам от Сицилии.
Новорождённый предвыборный блок Грассо добился некоторого успеха: за него проголосовали 3,4 % избирателей на выборах в Палату депутатов, что обеспечило 14 мест в палате, и 3,3 % — на выборах в Сенат (4 места).

## Частная жизнь
Женат с 1970 года на Марии Феделе (по профессии — учительница, преподавала в «трудной» школе в Палермо), сын Маурильо служит в полиции Падуи.

## Труды
- Grasso P., Lodato S. La mafia invisibile - La nuova strategia di Cosa nostra. — Mondadori, 2001. — 179 p. — ISBN 978-88-0449-569-7.
- Grasso P., Bellavia E. Soldi sporchi - Come le mafie riciclano miliardi e inquinano l'economia mondiale. — Dalai Editore, 2011. — 359 p. — ISBN 978-88-6620-237-0.
- Grasso P. Liberi tutti. — Sperling & Kupfer editori, 2012. — 225 p. — ISBN 978-88-2005-179-2.
- Grasso P., La Volpe A. Per non morire di mafia. — Sperling & Kupfer editori, 2010. — 312 p. — ISBN 978-88-7339-180-7.
- Grasso P., La Licata F. Pizzini, veleni e cicoria: la mafia prima e dopo Provenzano. — Feltrinelli, 2007. — 174 p. — ISBN 978-88-7339-180-7.
- Grasso P. Statement by Mr. Pietro Grasso, Chief Prosecutor of the National Anti-Mafia Bureau, at the OSCE Conference on Successful Prosecution of Human Trafficking : Challenges and Good Practices, Helsinki, 10 September 2008. — OSCE, 2008. — 9 p. — ISBN 978-88-7339-180-7.